# Новый Куваш
Новый Куваш — посёлок в Вельском районе Архангельской области. Входит в состав Муниципального образования «Пежемское».

## География
Посёлок расположен в 36 километрах на юго-запад от города Вельска, близ железной дороги. Ближайший населённый пункт: на западе посёлок железнодорожной станции 78 км.
Часовой пояс
Новый Куваш, как и вся Архангельская область, находится в часовой зоне МСК (московское время). Смещение применяемого времени относительно UTC составляет +3:00.

## Инфраструктура
В непосредственной близости от посёлка проходит автодорога «Коноша-Вельск-Шангалы» .

## Население
| 2002 | 2010 | 2012 | 2014 |
| ---- | ---- | ---- | ---- |
| 143  | ↘130 | ↗133 | ↗152 |